# PreussenElektra

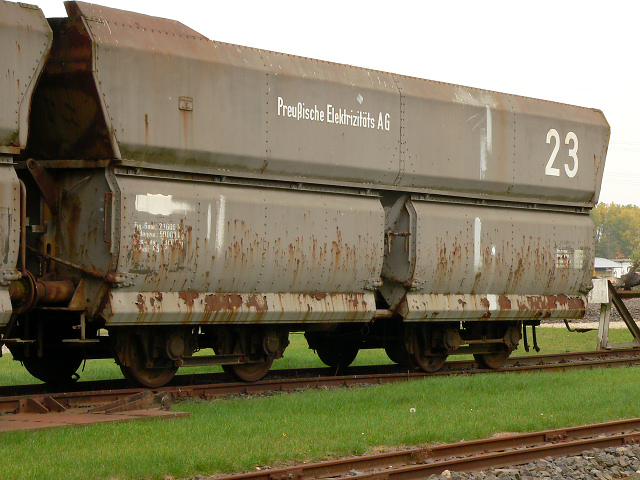
Alter Firmenwaggon im Hessischen Braunkohle Bergbaumuseum in Borken mit der Aufschrift Preußische Elektrizitäts AG

Die Preussenelektra Aktiengesellschaft (ehemals Preußische Elektrizitäts-Aktiengesellschaft bzw. später Preußenelektra Aktiengesellschaft, frühere Abkürzung PREAG) war ein Energieversorgungsunternehmen mit Sitz in Hannover, das von 1927 bis 2000 bestand. Es entstand im Oktober 1927 durch die Fusion dreier in Preußen tätiger Energieversorger und befand sich zunächst mehrheitlich im Besitz des preußischen Staates. Nach dem Zweiten Weltkrieg umfasste das Versorgungsgebiet des Unternehmens in seiner letzten Ausdehnung Schleswig-Holstein, Niedersachsen, große Teile von Nord- und Mittelhessen sowie Ostwestfalen. Damit bildete es nach dem RWE das zweitgrößte Energieversorgungsunternehmen in Deutschland. Im Zuge der Fusion von VEBA und VIAG zur E.ON Energie im Jahr 2000 wurden Kraftwerke und Leitungen der PreussenElektra mit denen des Bayernwerks in der E.ON Energie zusammengeführt, deren Übertragungsnetzsparte 2010 von der deutschen Tochtergesellschaft des niederländischen Netzbetreibers Tennet übernommen wurde.
Das Unternehmen betrieb in Eigenregie zahlreiche Kraftwerke, einige Braunkohletagebaue und ein Übertragungsnetz aus Hoch- und Höchstspannungsleitungen. Die erste 220-kV-Leitung entstand bereits 1929, Mitte der 1960er Jahre wurde die 380-kV-Ebene erstmals eingeführt. Daneben kam es, besonders in der Anfangszeit, auch zu Beteiligungen und Gründungen weiterer Energieversorgungsunternehmen (EVU).

## Name
Gegründet wurde das Unternehmen 1927 unter dem Namen Preußische Elektrizitäts-Aktiengesellschaft, geläufig waren zu dieser Zeit die Abkürzungen Preußenelektra oder PREAG. Beim Zusammenschluss mit der Nordwestdeutsche Kraftwerke AG (NWK) im Jahr 1985 wurde der offizielle Name analog zur bekannteren Kurzform in PreussenElektra umfirmiert, mit Ersatz des ß durch ein Doppel-S und Binnenmajuskel.

## Geschichte

### Gründung
Eine staatlich preußische Elektrizitätswirtschaft neben der im Besitz des Deutschen Reichs befindlichen Elektrowerke A.G. entstand in den 1910er Jahren mit dem Bau mehrerer Wasserkraftwerke an Weser und Main. Das „Mittellandkanal-Gesetz“ vom 1. April 1905 regelte den Bau einer Schifffahrtsstraße zwischen Dortmund-Ems-Kanal und Weser, sowie die Anlage von Talsperren im Weserquellgebiet zur Regulierung des Wasserhaushalts. An den auf Grundlage des Gesetzes errichteten Talsperren an Eder- und Diemel und der Staustufe Dörverden wurden Wasserkraftwerke zur Eigenversorgung eingerichtet. Überschüssiger Strom sollte an umliegende Gemeinden geliefert werden. Zwischen 1913 und 1914 entstand zwischen Bremen und Minden ein erstes Netz an 45-kV-Drehstromleitungen. Der von mehreren nordhessischen Landkreisen gegründete „Zweckverband Überlandwerk Edertalsperre“ (ÜWED) initiierte die Verteilung des im Kraftwerk Hemfurth am Edersee und dem Kraftwerk Helminghausen am Diemelsee erzeugten elektrischen Stroms über ein 60-kV-Netz in Nordhessen, Südniedersachsen und Teilen Ostwestfalens.
Der unter anderem durch Preußen staatlich geförderte Ausbau des Mains zur Schifffahrtsstraße wurde zwischen 1913 und 1920 zwischen Aschaffenburg und Offenbach durchgeführt. Die drei hierzu errichteten Staustufen Großkrotzenburg, Kesselstadt und Mainkur gingen 1920 in Betrieb und erzeugten mit Laufwasserkraftwerken elektrischen Strom, der mittels 20-kV-Leitungen verteilt wurde. Da die Staustufen alleine zur konstanten Energieversorgung abhängig vom Wasserstand des Mains waren, verband man die Kraftwerke per 60-kV-Leitung mit dem nordhessischen Netz des ÜWED und stellte im Februar 1922 erstmals einen Verbundbetrieb her. Dem folgte im Frühjahr 1922 der Beschluss, Kohlekraftwerke zur zusätzlichen Stromsicherung in Ahlem bei Hannover und im Borkener Braunkohlerevier südlich von Kassel zu bauen. Beide Kraftwerksstandorte begründeten die ersten staatlich preußischen Energieversorgungsunternehmen: Die Gewerkschaft Großkraftwerk Main-Weser AG und die Großkraftwerk Hannover AG. Die restlichen Kraftwerke und Leitungen, etwa die Mainstaustufen, wurden 1923 in der Preußische Kraftwerke Oberweser AG (PKO) zusammengefasst. Unter Leitung der PKO entwickelten sich die Teilnetze zu einem von Bremen bis Aschaffenburg reichenden Verbundnetz aus vorrangig 60-kV-Leitungen. Die erste 110-kV-Leitung ging 1925 zwischen Borken und Frankfurt am Main in Betrieb. Zahlreiche Stromlieferungsverträge wurden abgeschlossen, sodass ab 1925 Netzkopplungen mit dem Thüringenwerk und 1926 mit dem Bayernwerk bestanden.
Das Gesetz über die Zusammenfassung der elektrowirtschaftlichen Unternehmungen und Beteiligungen des Staates in einer Aktiengesellschaft vom 24. Oktober 1927 legte die drei staatlichen Unternehmen zur neuen Preußische Elektrizitäts-Aktiengesellschaft zusammen. Rechtsvorgänger war allerdings nur die PKO. Sitz der Gesellschaft wurde Berlin, mit weiteren Standorten in Hannover, Kassel und Borken. Auch unter staatlicher Regie, aber als separates Unternehmen steuerte die Nordwestdeutsche Kraftwerke AG seit 1925 die Energieversorgung in Schleswig-Holstein und küstennahen Gebieten. Preußenelektra und Nordwestdeutsche Kraftwerke operierten dennoch größtenteils gemeinsam. Zum 8. März 1929 wurde die Preußenelektra mit anderen staatlichen Beteiligungen Preußens an Energie- und Bergbauunternehmen in der Vereinigte Elektrizitäts- und Bergwerks AG (VEBA) zusammengefasst.

### Aufbau einer Großversorgung
Der Erwerb von Beteiligungen an einer Braunkohlengrube bei Helmstedt durch das RWE, der Mehrheitserwerb an der Braunkohlen-Industrie AG Zukunft in Weisweiler durch den preußischen Staat und die Konkurrenz um die Elektrizitätsversorgung Frankfurts als Sitz der vom RWE erworbenen Elektrizitäts-AG vormals W. Lahmeyer & Co. machten Verhandlungen über eine Absteckung der Interessensgebiete nötig. Dem Rückzug aus den Beteiligungen im Bereich des jeweils anderen Unternehmens und der Abgrenzung von RWE- und Preußenelektra-Einflussgebiet im Sommer 1927 folgte im Januar 1928 ein „Pool- und Demarkationsvertrag“ zwischen Preußenelektra und EWAG. Diese Verträge wurden auch als „(erster) Elektrofrieden“ bezeichnet. Zusammen mit Bayernwerk und EWAG schloss man sich im Mai 1928 zur Aktiengesellschaft für deutsche Elektrizitätswirtschaft zusammen. Als Reaktion gründete das RWE mit VEW, Badenwerk und mehreren kleinen west- und süddeutschen Energieversorgungsunternehmen im Februar 1929 die Westdeutsche Elektrizitäts AG. Im Mai 1929 schlossen sich beide Gesellschaften zusammen, wodurch es erstmals zur vereinten Bündelung aller deutschen Großversorger kam. Man sprach daher auch vom „Zweiten Elektrofrieden“.
In den folgenden Jahren baute die Preußenelektra durch den Erwerb und die Beteiligung an zahlreichen Energieversorgungsunternehmen (EVU) vorrangig in Nord- und Mitteldeutschland eine stetig wachsende Großversorgung auf. Betrug die Jahresleistung an selbst erzeugter elektrischer Energie im Jahr 1927 noch 308 Millionen Kilowattstunden (kWh), erreichte sie 1938 schon über eine Milliarde (kWh). Ähnliches galt auch für die Stromaufbringung, also Eigenerzeugung plus Bezug elektrischer Energie von benachbarten EVU, die sich von 1927 bis 1935 etwa verdoppelte. Infolge der Machtergreifung der Nationalsozialisten 1933 kam es zum staatlich verordneten Ausbau von Industrieanlagen wie auch der Stromerzeugung, weshalb nach der Stagnation infolge der Weltwirtschaftskrise 1929 ein starkes Wachstum folgte.
Ab 1929 baute das Unternehmen 220-kV-Leitungen, um weit entfernte Kraftwerks- und Verbrauchsschwerpunkte miteinander zu koppeln. In Ahlten östlich von Hannover entstand das Zentralumspannwerk Lehrte mit angeschlossener Hauptschaltleitung. Neben der Leitung nach Borken und zum Edersee entstand ab 1935 eine Ost-West-Sammelschiene zwischen Ruhrgebiet, Ostwestfalen, Hannover und Helmstedt, die später bis ins mitteldeutsche Braunkohlerevier verlängert werden sollte. Die Reichswerke Hermann Göring mit ihrem Werk in Salzgitter speisten über das dort ansässige Kraftwerk Watenstedt über Lehrte ins Netz ein. Das später als Reichssammelschiene bezeichnete Höchstspannungsnetz der EWAG mit der Leitung Helmstedt–Dieskau–Ernsthofen wurde in Helmstedt mit dem der Preußenelektra gekoppelt.
Im Zweiten Weltkrieg beschäftigte die Preußenelektra im Betrieb Borken 700 polnische Zwangsarbeiter. Für den Bau des Kraftwerks Lahde wurde im Mai 1943 von der Gestapo das Arbeitserziehungslager Lahde eingerichtet, in dem zwischen 900 und 1000 Häftlinge einquartiert waren. Gegen Kriegsende wurden die Kraftwerke ein strategisches Ziel alliierter Bombenangriffe, etwa auf die Staumauer der Edertalsperre 2. Mai 1943. Die meisten Kraftwerke wiesen nur wenig gravierende Schäden auf, wohingegen das Leitungsnetz punktuell stärker zerstört war.

### Nach dem Krieg

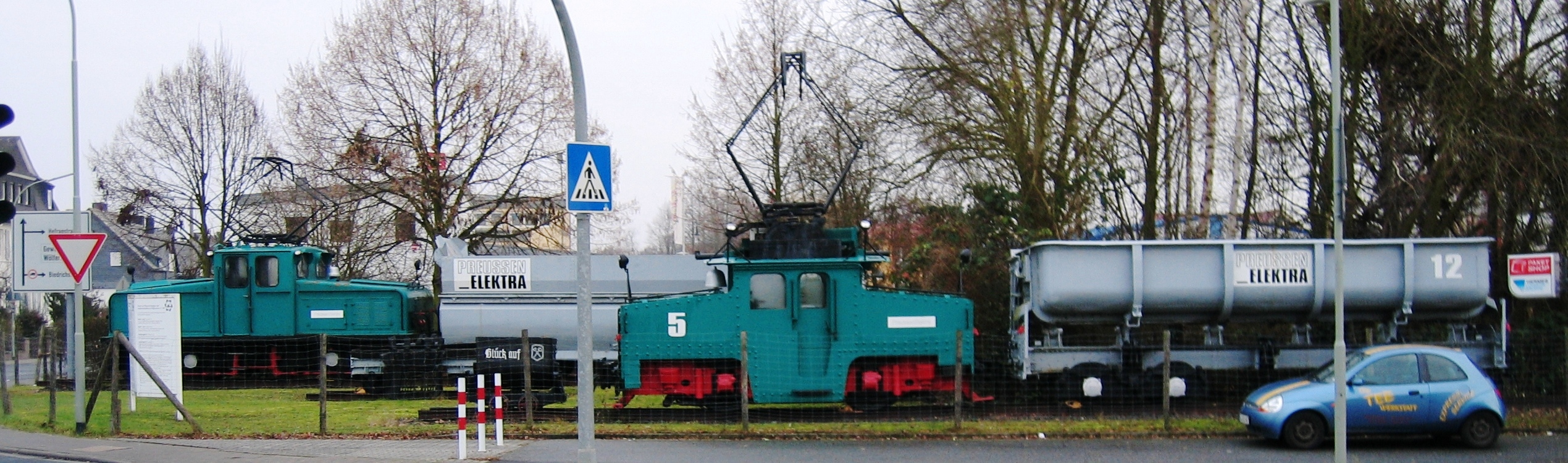
Loks und Wagen der Werksbahn des einstigen Kraftwerks Wölfersheim

Besitz und Beteiligungen an Unternehmen in der sowjetischen Besatzungszone wurden beschlagnahmt bzw. in volkseigene Betriebe umgewandelt. Die Preußenelektra verlegte ihren Verwaltungssitz 1947 von Berlin nach Hannover. Trotz der im Kontrollratsgesetz Nr. 46 bekräftigten Auflösung des preußischen Staates, die faktisch schon mit der Gleichschaltung der Länder während der Zeit des Nationalsozialismus erfolgte, behielt sie ihren Namen bei. Nach der Wiedererlangung der Staatlichkeit wurde die VEBA und mit ihr die Preußenelektra Eigentum des Bundes.
Die unmittelbare Nachkriegszeit war vom schrittweisen Wiederaufbau von Kraftwerken geprägt. 1949 und 1951 gingen die größtenteils schon fertiggestellten Kraftwerke Lahde und Rhumspringe als erste in Deutschland nach dem Zweiten Weltkrieg in Betrieb. Folglich steigerte sich auch der Energieabsatz: 1946 betrug dieser noch 2,4 Milliarden kWh, bis 1955 wurden 5,8 Milliarden kWh erreicht. Das Kraftwerk Wölfersheim wurde aufgrund des Wegfalls von Abnehmern der Schwelprodukte in der sowjetischen Zone durch einen Neubau als reines Braunkohlekraftwerk ersetzt. Bei Landesbergen errichtete das Unternehmen 1962 den ersten Block eines Erdgaskraftwerks, als Ersatz für das schon in den 1950er Jahren stillgelegte Kraftwerk Ahlem entstand 1965 das Kraftwerk Mehrum. Am Main bei Großkrotzenburg ging im selben Jahr das nach dem ersten Aufsichtsratsvorsitzenden benannte Kraftwerk Staudinger in Betrieb. Im Dreiländereck Hessen, Niedersachsen und Nordrhein-Westfalen entstand von 1968 bis 1971 an der Weser das Kernkraftwerk Würgassen als erstes kommerziell genutztes Kernkraftwerk in Deutschland überhaupt. Ein zweites Kernkraftwerk in Grohnde, ebenfalls an der Weser, folgte 1985 und wurde von teilweise gewalttätigen Protesten begleitet.
Auch das Leitungsnetz wurde entsprechend dem Ausbau der Kraftwerksleistung erweitert. Zunächst folgte 1949–1951 auf der 220-kV-Ebene der Anschluss des in Bayern verbliebenen EWAG-Besitzes über die Leitungen Borken–Aschaffenburg und Aschaffenburg–Ludersheim. Die VEW wurden 1954 über die Leitung Bierde–Gütersloh angebunden. Eine Kopplung mit dem RWE folgte 1956 über die Leitung Waldeck–Paderborn, die Nordwestdeutschen Kraftwerke waren ab 1958 mit der Leitung Bierde–Sottrum verbunden. Weitere 220-kV-Leitungen entstanden zur Verteilung innerhalb des Netzgebiets. Der Einstieg in die 380-kV-Ebene wurde Ende der 1960er Jahre mit der Leitung Landesbergen–Würgassen–Gießen–Staudinger getätigt und seitdem weiter ausgebaut.
1985 verschmolzen die Nordwestdeutschen Kraftwerke mit der Preußenelektra im Zuge einer Umstrukturierung der Dachgesellschaft VEBA in eine privatwirtschaftliche Aktiengesellschaft. Im Zuge dessen änderte man den offiziellen Namen in „PreussenElektra“. 1994 waren rund 26.000 Mitarbeiter im PreussenElektra-Konzern beschäftigt, darunter 6700 Mitarbeiter bei der PreußenElektra AG. 1999 lieferte die PreussenElektra 110,3 Milliarden Kilowattstunden an ihre Kunden.

### Auflösung und Fusion
Mit Eintragung ins Handelsregister am 13. Juli 2000 fusionierten die beiden Mischkonzerne VEBA und VIAG zur E.ON Energie AG, um im globalisierten und liberalisierten europäischen Strommarkt eine herausragendere Position zu erlangen. Sitz des neuen Unternehmens wurde München. Das Kraftwerks- und Leitungsnetz der PreussenElektra (als Teil der VEBA) wurde im September 2000 mit dem des Bayernwerks (seit 1994 Teil der VIAG) zur Tochtergesellschaft E.ON Netz GmbH mit Sitz in Bayreuth zusammengelegt. Dadurch stieg die ausgelieferte Strommenge auf rund 200 Milliarden kWh. Der Betrieb der Kraftwerke beider ehemaliger Unternehmen wurde durch die E.ON-Töchter E.ON Kraftwerke GmbH (konventionelle bzw. Kraftwerke), E.ON Kernkraft GmbH (die seit 2016 als „Preussenelektra GmbH“ firmiert und somit den Namen weiternutzt) und E.ON Wasserkraft GmbH übernommen.

## Anlagen
Die Angaben über die von der PreussenElektra betriebenen Kraftwerke basieren unter anderem auf den Internetseiten Kraftwerke-Online.de und fundinguniverse.com.

### Kernkraftwerke
| Name      | Baujahr | Typ                | Netto-Leistung | Ort       | Abteilung | Gewässer | Stilllegung       |
| --------- | ------- | ------------------ | -------------- | --------- | --------- | -------- | ----------------- |
| Würgassen | 1969    | Siedewasserreaktor | 640 MW         | Würgassen | Kassel    | Weser    | 26. August 1994   |
| Grohnde   | 1985    | Druckwasserreaktor | 1.360 MW       | Grohnde   | Hannover  | Weser    | 31. Dezember 2021 |

Die Kernkraftwerke Stade, Unterweser und Brokdorf wurden allesamt durch die Nordwestdeutsche Kraftwerke AG errichtet und betrieben, somit fielen sie erst mit der Fusion im Jahr 1985 zur PreussenElektra. Nach der VEBA-VIAG-Fusion und dem Aufgehen von PreussenElektra und Bayernwerk in der E.ON wurde die Kernkraftwerke in der E.ON Kernkraft GmbH zusammengefasst, die wiederum 2016 in Preussenelektra umbenannt wurde.

### Kohlekraftwerke
| Name                                        | Baujahr | Befeuerungsart | Anzahl Blöcke | Netto-Leistung | Ort             | Abteilung | Stilllegung        |
| ------------------------------------------- | ------- | -------------- | ------------- | -------------- | --------------- | --------- | ------------------ |
| Kraftwerk Borken (Großkraftwerk Main-Weser) | 1923    | Braunkohle     | 3             | 356 MW         | Borken          | Borken    | 15. März 1991      |
| Kraftwerk Ahlem (Großkraftwerk Hannover)    | 1924    | Steinkohle     | 1             | 52 MW          | Ahlem           | Hannover  | Nach 1952          |
| Kraftwerk Rhumspringe                       | 1949    | Steinkohle     | 1             | 73,5 MW        | Rhumspringe     | Hannover  | 1972               |
| Kraftwerk Heyden                            | 1951    | Steinkohle     | 1 (ehem. 3)   | 875 MW         | Lahde           | Hannover  | 30. September 2024 |
| Kraftwerk Wölfersheim                       | 1954    | Braunkohle     | 3             | 124 MW         | Wölfersheim     | Kassel    | 30. Oktober 1991   |
| Kraftwerk Mehrum                            | 1965    | Steinkohle     | 3             | 690 MW         | Mehrum          | Hannover  | 31. März 2024      |
| Kraftwerk Staudinger                        | 1965    | Steinkohle     | 1 (ehem. 5)   | 510 MW         | Großkrotzenburg | Kassel    | in Betrieb         |

Nach der VEBA-VIAG-Fusion und dem Aufgehen von PreussenElektra und Bayernwerk in der E.ON wurde die Energieerzeugung durch Kohle in der E.ON Kraftwerke GmbH zusammengefasst.

### Öl-/Gaskraftwerke
- Gasturbinenkraftwerk Audorf, Osterrönfeld, Schleswig-Holstein
- Gaskraftwerk Emden, Emden, Niedersachsen
- Druckluftspeicher- und Gasturbinenkraftwerk Huntorf, Elsfleth, Niedersachsen
- Kraftwerk Landesbergen, Landesbergen, Niedersachsen
- Gasturbinenkraftwerk Itzehoe, Oldendorf, Schleswig-Holstein
- Gas- und Dampfturbinenkraftwerk Kirchmöser, Brandenburg an der Havel, Brandenburg

Nach der Fusion der PreussenElektra mit dem Bayernwerk wurde die Energieerzeugung durch Öl oder Gas in der E.ON Kraftwerke GmbH zusammengefasst.

### Wasserkraftwerke
| Name                       | Baujahr | Typ                 | Netto-Leistung | Ort                | Abteilung | Gewässer               | Stilllegung                        |
| -------------------------- | ------- | ------------------- | -------------- | ------------------ | --------- | ---------------------- | ---------------------------------- |
| Dörverden                  | 1913    | Laufwasserkraftwerk | 3,65 MW        | Dörverden          | Hannover  | Weser                  | in Betrieb                         |
| Hemfurth I                 | 1915    | Speicherkraftwerk   | 16,2 MW        | Hemfurth           | Kassel    | Eder (Edersee)         | in Betrieb                         |
| Marklendorf                | 1915    | Speicherkraftwerk   | 0,84 MW        | Marklendorf        | Hannover  | Aller                  | 1974                               |
| Großkrotzenburg            | 1920    | Laufwasserkraftwerk | 1,732 MW       | Großkrotzenburg    | Kassel    | Main                   | 1979                               |
| Kesselstadt                | 1920    | Laufwasserkraftwerk | 1,732 MW       | Kesselstadt        | Kassel    | Main                   | 1987                               |
| Mainkur                    | 1920    | Laufwasserkraftwerk | 1,76 MW        | Fechenheim, Bürgel | Kassel    | Main                   | 1980                               |
| Oldau                      | 1923    | Laufwasserkraftwerk | 0,54 MW        | Oldau              | Hannover  | Aller                  | in Betrieb (1972–1982 stillgelegt) |
| Helminghausen              | 1924    | Speicherkraftwerk   | 1,04 MW        | Helminghausen      | Kassel    | Diemel (Diemelsee)     | in Betrieb                         |
| Letzter Heller (Werrawerk) | 1924    | Laufwasserkraftwerk | 3,496 MW       | Hann. Münden       | Kassel    | Werra                  | in Betrieb                         |
| Hemfurth II                | 1925    | Speicherkraftwerk   | 16,164 MW      | Hemfurth           | Kassel    | Eder (Edersee)         | in Betrieb                         |
| Affoldern                  | 1929    | Laufwasserkraftwerk | 2,515 MW       | Affoldern          | Kassel    | Eder (Affolderner See) | in Betrieb                         |
| Waldeck                    | 1929    | Pumpspeicherwerk    | 119 MW         | Hemfurth           | Kassel    | Eder (Affolderner See) | in Betrieb                         |
| Petershagen                | 1953    | Laufwasserkraftwerk | 3,36 MW        | Petershagen        | Hannover  | Weser                  | in Betrieb                         |

Die Betriebsführung der Wasserkraftwerke wurde im Jahr 2000 in der E.ON Wasserkraft GmbH mit Sitz in Landshut zusammengefasst.

### Wichtige Freileitungen

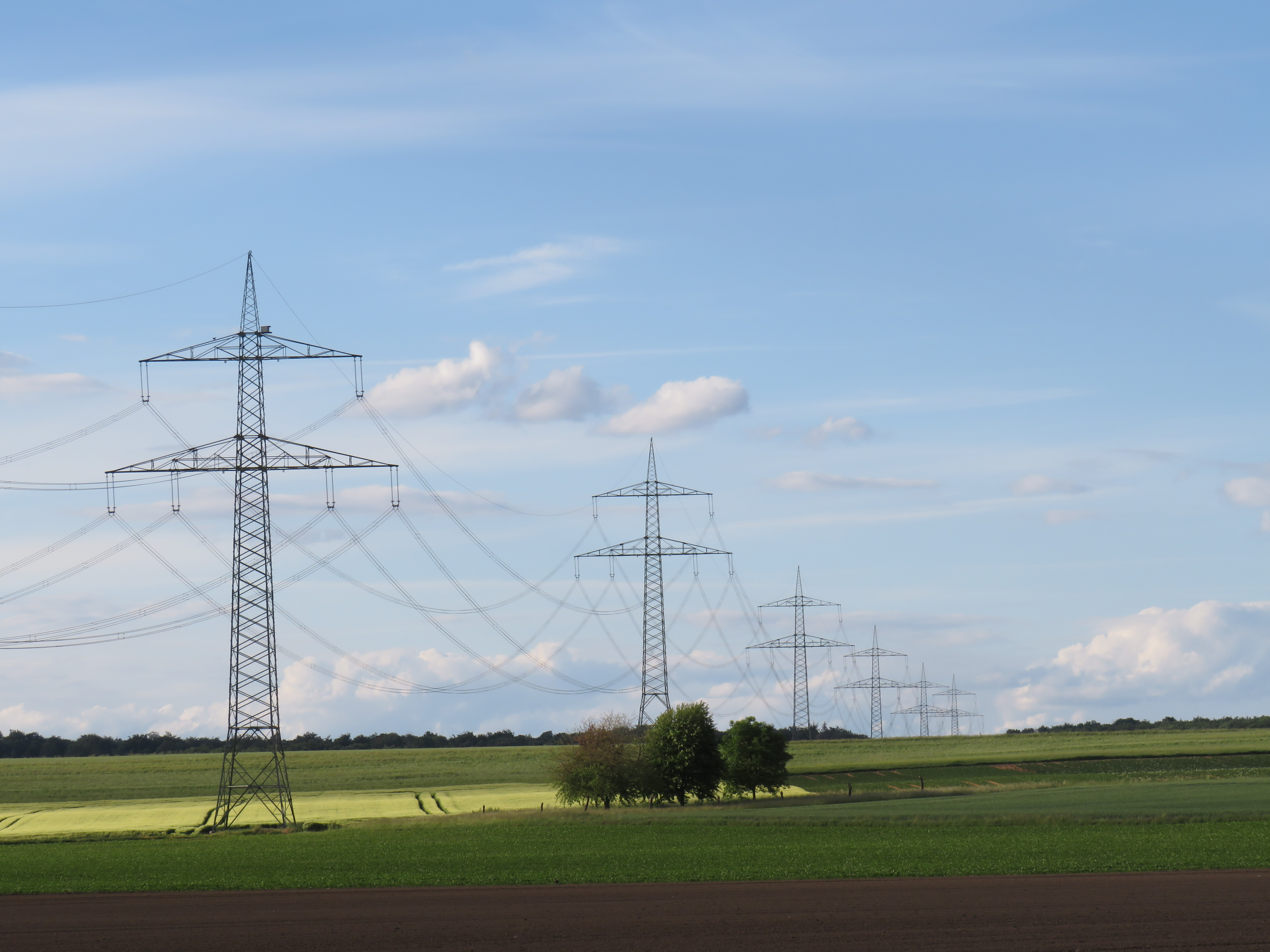
Masten der ältesten 380-kV-Leitung der PreussenElektra zwischen Rendel und Büdesheim

- 110-kV-Leitung Borken–Frankfurt am Main, 1925: erste 110-kV-Leitung, errichtet vom Vorgängerunternehmen Preußische Elektrizitäts-AG
- 220-kV-Leitung Lehrte–Borken, 1929: erste 220-kV-Leitung des Unternehmens
- 220-kV-Ost-West-Verbindung Weserkreuzung–Bierde–Lehrte–Helmstedt, 1935–1938, Querverbindung zur Kopplung mit RWE-, VEW- und EWAG-Netz
- 220-kV-Leitung Borken–Aschaffenburg, 1951, erster großer Nachkriegs-Leitungsneubau und Anbindung an das Bayernwerk-Netz
- 380-kV-Verbindung Landesbergen–Würgassen–Gießen–Staudinger, 1967–1969: erste 380-kV-Leitung, als Verbindung mehrerer großer Kraftwerksstandorte
- Elbekreuzung 1 und Elbekreuzung 2, errichtet durch die Nordwestdeutsche Kraftwerke AG und später Bestandteil des Leitungsnetzes der PreussenElektra
- Umspannwerk Lehrte-Ahlten, 1929: Hauptschaltleitung und Zentralumspannwerk

Nach der Fusion der PreussenElektra mit dem Bayernwerk wurde das Übertragungsnetz von der durch die Fusion entstandenen E.ON Netz übernommen. 2009 gliederte der E.ON-Konzern seine Netzsparte unter dem Namen Transpower-Stromübertragungs-GmbH aus, seit 1. Januar 2010 betreibt die TenneT TSO das 220- und 380-kV-Übertragungsnetz.

## Beteiligungen
Die Preussische Elektrizitäts AG hatte folgenden Beteiligungen:
Bei Angaben ohne Klammern ist die Beteiligung der PreussenElektra hundert Prozent.
- Avacon, Helmstedt (64,6 %)
- Braunschweigische Kohlen-Bergwerke AG, Helmstedt (99,9 %)
- Energie-Aktiengesellschaft Mitteldeutschland, Kassel (73,3 %)
- Electriciteitsbedrijf Zuid-Holland, Voorburg
- Energiewerke Frankfurt (Oder) AG, Frankfurt (Oder) (90 %)
- Energiewerke Neubrandenburg AG
- Energiewerke Potsdam AG
- Energiewerke Rostock AG
- EWE AG, Oldenburg (27,4 %)
- Fränkische Licht- und Kraftversorgung AG (96,7 %)
- Gasbetriebe GmbH
- Gasversorgung für den Landkreis Helmstedt GmbH
- Hannover-Braunschweigische Stromversorgung AG, Hannover (57,5 %), fusioniert 1999 zur Avacon
- HKWG Heizkraftwerk Glückstadt GmbH (70 %)
- Interkohle Beteiligungsgesellschaft mbH (75 %)
- Kernkraftwerk Brokdorf GmbH, Brokdorf (80 %)
- Kernkraftwerk Stade GmbH, Bassenfleth (66,7 %)
- Kernkraftwerk Unterweser GmbH, Nordenham
- Fernwärmekraftwerk Kassel, Kassel (60 %)
- Norddeutsche Gesellschaft zur Beratung und Durchführung von Entsorgungsaufgaben bei Kernkraftwerken mbH (88,3 %)
- PESAG Aktiengesellschaft (54,7 %)
- PreussenElektra Telekom GmbH
- PreussenElektra Windkraft Niedersachsen GmbH
- PreussenElektra Windkraft Schleswig-Holstein GmbH
- Schleswag Aktiengesellschaft, Rendsburg (58,3 %)
- Schleswag Entsorgung GmbH
- Thüga AG, München (52,8 %)
- ThügaKonsortium Beteiligungs-GmbH (75,7 %)
- Überlandwerk Schäftersheim GmbH (75 %)